# Conny Froboess
Cornelia Froboess (Wriezen, 28 de outubro de 1943) é uma actriz e ídolo de adolescentes alemãs durante as décadas de 1950 e 1960. Cornelia foi a representante da Alemanha no Festival Eurovisão da Canção 1962.